# James Read
James Read (* 31. Juli 1953 in Buffalo, New York) ist ein US-amerikanischer Schauspieler.

## Leben
Berühmt wurde James Read insbesondere durch Rollen in den Fernsehserien Remington Steele (1982–1983) als Murphy Michaels an der Seite von Pierce Brosnan und Stephanie Zimbalist sowie in Fackeln im Sturm (1985) als George Hazard an der Seite von Patrick Swayze. 1987 verkörperte er Cary Grant in dem Fernsehfilm Poor Little Rich Girl: The Barbara Hutton Story. 1988 spielte er im Kinofilm Freundinnen (Beaches) an der Seite von Bette Midler.
Gastauftritte hatte er unter anderem in den Serien Mord ist ihr Hobby, Charmed – Zauberhafte Hexen (als Victor Bennett, der Vater der Hexen) sowie als Mörder in Columbo in der Folge Schleichendes Gift als Starzahnarzt Wesley Corman. Read war ferner in einer Folge von Superman – Die Abenteuer von Lois & Clark als Vater von Jimmy Olsen zu sehen sowie als Jaffen in der Doppelfolge Arbeiterschaft der Serie Star Trek: Raumschiff Voyager.
In erster Ehe war Read mit Lora Lee verheiratet. Seit 1988 ist er mit der Schauspielerin Wendy Kilbourne verheiratet, die er bei den Dreharbeiten zu Fackeln im Sturm kennenlernte. Das Paar hat zwei Kinder, Jackson und Sydney, und lebt in Malibu, Kalifornien.

## Filmografie (Auswahl)
- 1982: Cheers (Fernsehserie, 1 Episode)
- 1982–1983: Remington Steele (Fernsehserie, 22 Episoden)
- 1983: Das fliegende Auge (Blue Thunder)
- 1983: Trapper John, M.D. (Fernsehserie, 1 Episode)
- 1983: Fantasy Island (Fernsehserie, 1 Episode)
- 1983: Hotel (Fernsehserie, 1 Episode)
- 1984: Blutweihe (The Initiation)
- 1984: Jessie (Fernsehserie, 1 Episode)
- 1984: Matt Houston (Fernsehserie, 1 Episode)
- 1985: Robert Kennedy and His Times (Fernsehserie, 3 Episoden)
- 1985: Lace II (Fernsehfilm)
- 1985: Midas Valley (Fernsehfilm)
- 1985: Fackeln im Sturm (North and South, Fernsehserie, 6 Episoden)
- 1986: Fackeln im Sturm II (North and South, Book II, Fernsehserie, Staffel 2)
- 1987: Shell Game (Fernsehserie, 6 Episoden)
- 1987: Ein Hoch auf die Familie (Celebration Family, Fernsehfilm)
- 1987: Armes reiches Mädchen –  Die Geschichte der Barbara Hutton (Poor Little Rich Girl: The Barbara Hutton Story, Fernsehfilm)
- 1988: Acht Mann und ein Skandal (Eight Men Out)
- 1988: Freundinnen (Beaches)
- 1990: Columbo: Schleichendes Gift (Uneasy Lies the Crown, Fernsehreihe)
- 1990: Der Nachtfalke (Midnight Caller, Fernsehserie, 1 Episode)
- 1990: Lola (Fernsehfilm)
- 1990: Im Netz des Todes (Web of Deceit)
- 1990: Tom Sawyer und Huckleberry Finn – Die Rückkehr nach Hannibal (Back to Hannibal: The Return of Tom Sawyer and Huckleberry Finn, Fernsehfilm)
- 1991: Prinzessinnen (Princesses, Fernsehserie, 1 Episode)
- 1992: Das gnadenlose Auge (Love Crimes)
- 1992: Spiel der Patrioten (Fernsehfilm)
- 1994: Fackeln im Sturm III (Heaven & Hell: North & South, Book III , Fernsehserie, Staffel 3)
- 1994: Einmal Himmel und Zurück (Heaven Help Us, Fernsehserie, 1 Episode)
- 1995: Mord ist ihr Hobby (Murder, She Wrote, Fernsehserie, 1 Episode)
- 1995: Auf der Spur des großen Bären (Walking Thunder)
- 1995: Kinder, ich muß sterben – Abschied einer Mutter (The Other Woman)
- 1995: Wenn der schwarze Mann dich holt (When the Dark Man Calls, Fernsehfilm)
- 1996: Hör mal, wer da hämmert (Fernsehserie, Folge Stürmische See)
- 1996: Superman – Die Abenteuer von Lois & Clark (Lois & Clark: The New Adventures of Superman, Fernsehserie, 1 Episode)
- 1996: Die Glut der Gewalt (Harvest of Fire)
- 1996: Danielle Steel – Es zählt nur die Liebe (Full Circle, Fernsehfilm)
- 1997: Eine himmlische Familie (7th Heaven, Fernsehserie, 1 Episode)
- 1997: Diagnose: Mord (Diagnosis Murder, Episode: Richter ohne Ehrenkodex, Fernsehserie)
- 1997: Countdown X – Alarm im All (The Cape, Fernsehserie, 1 Episode)
- 1998: Den Kopf in der Schlinge (Indiscreet)
- 1999: Profiler (Fernsehserie, 1 Episode)
- 2000: Ein Hauch von Himmel (Touched by an Angel, Fernsehserie, 1 Folge)
- 2001: Star Trek: Raumschiff Voyager (Star Trek: Voyager, Fernsehserie, 2 Episoden)
- 2001: Natürlich blond (Legally Blonde)
- 2001: Nicht noch ein Teenie-Film (Not Another Teen Movie)
- 2001–2006: Charmed – Zauberhafte Hexen (Charmed, Fernsehserie, 13 Episoden)
- 2002: Becker (Fernsehserie, 1 Episode)
- 2002: Sabrina – Total Verhext! (Sabrina the Teenage Witch, Fernsehserie, 1 Episode)
- 2002–2005: Americans Dreams (Fernsehserie, 10 Episoden)
- 2003: Natürlich blond 2 (Legally Blonde 2: Red, White & Blonde)
- 2005: Crossing Jordan – Pathologin mit Profil (Crossing Jordan, Fernsehserie, 1 Episode)
- 2005: So was wie Liebe (A Lot Like Love)
- 2005–2008: Wildfire (Fernsehserie, 40 Episoden)
- 2006: Pepper Dennis (Fernsehserie, 1 Episode)
- 2008: Cold Case – Kein Opfer ist je vergessen (Cold Case, Fernsehserie, 1 Episode)
- 2009: Fame
- 2010: In Plain Sight –  In der Schusslinie (In Plain Sight, Fernsehserie, 1 Episode)
- 2010: Persons Unknown (Fernsehserie, 6 Episoden)
- 2010: All Signs of Death (Fernsehfilm)
- 2011: Talker (Kurzfilm)
- 2011: Castle (Fernsehserie, Episode 4x05 Im Auge des Betrachters)
- 2012: CSI: New York (CSI: NY, Fernsehserie, 1 Episode)
- 2014–2018: Zeit der Sehnsucht (Days of Our Lives, Fernsehserie, 108 Episoden)
- 2017: This Is Us – Das ist Leben (This Is Us, Fernsehserie, 1 Episode)
- 2018: Navy CIS (NCIS: Naval Criminal Investigative Service, Fernsehserie, 1 Episode)
- 2018: General Hospital (Fernsehserie, 4 Episoden)
- 2022: The Orville: New Horizons (Fernsehserie, 03x02 Das Schattenreich)
- 2023–2025: Bosch: Legacy (Fernsehserie, 9 Episoden)